# Spectre Abysm
Spectre Abysm osmi je studijski album norveškog simfonijskog black metal-sastava Limbonic Art. Album je 7. srpnja 2017. godine objavila diskografska kuća Candlelight Records.

## Popis pjesama
Tekstovi i glazba: Daemon. 
| 1.    | »Demonic Resurrection«                | 10:21 |
| 2.    | »Ethereal Traveller«                  | 7:05  |
| 3.    | »Omega Doom«                          | 7:46  |
| 4.    | »Requiem Sempiternam«                 | 2:44  |
| 5.    | »Triumph of Sacrilege«                | 4:43  |
| 6.    | »Disciplina Arcani«                   | 5:40  |
| 7.    | »Through the Vast Profundity Obscure« | 8:46  |
| 47:05 |                                       |       |

## Zasluge
Limbonic Art
- Daemon – vokali, gitara, bas-gitara, programiranje bubnjeva, produkcija, snimanje, miksanje